# Scoglio Zecia
Lo scoglio Zecia, Sezza, Zecevo o Ottavada (in croato Zečevo) è un isolotto disabitato della Croazia, che fa parte dell'arcipelago delle isole Quarnerine ed è situato a est dell'isola di Veglia e a ovest della città di Segna.
Amministrativamente appartiene al comune di Bescanuova, nella regione litoraneo-montana.

## Geografia
Lo scoglio Zecia si trova nella parte settentrionale del canale della Morlacca, tra l'isola di Veglia a ovest e la terraferma a est, e dista 1,71 km dalla prima e poco più di 4,5 km dalla seconda. Dista invece 52 km dalla penisola d'Istria.
Zecia è un isolotto di forma romboidale, con la parte più lunga orientata in direzione nordest-sudovest, che misura 320 m di lunghezza e 270 m di larghezza massima; ha una superficie di 0,056 km² e uno sviluppo costiero pari a 0,94 km. Nella parte orientale, raggiunge la sua elevazione massima di 12,2 m s.l.m.
Molto esposto al vento, che nel canale della Morlacca raggiunge velocità elevate, lo scoglio Zecia possiede coste basse ma rocciose e inaccessibili.